# Chinchiná
Chinchiná è un comune della Colombia facente parte del dipartimento di Caldas.
Il centro abitato venne fondato da Fermín López, Marcos Cardona, i fratelli Francisco, Gregorio e Nazario Restrepo, Luis María Silva, Jesús Giraldo, Juan Antonio Gómez, Nicolás Restrepo e Candelario Rodríguez nel 1857.